# Mayer (Minnesota)
Pour les articles homonymes, voir Mayer.
La ville américaine de Mayer est située dans le comté de Carver, dans l’État du Minnesota. Sa population s’élevait à 1 749 habitants lors du recensement de 2010.

## Source
- (en) Cet article est partiellement ou en totalité issu de l’article de Wikipédia en anglais intitulé « Mayer, Minnesota » (voir la liste des auteurs).